# Juan Uribe
Juan Cespedes Uribe Tena (* 22. März 1979 in Baní, Dominikanische Republik) ist ein ehemaliger dominikanischer Baseballspieler in der Major League Baseball (MLB) auf der Position des Third Basemans.

## Karriere

### Colorado Rockies
Uribe wurde als Free Agent 1997 von den Colorado Rockies unter Vertrag genommen. Nach einigen Jahren in den Minor Leagues wurde er 2001 ins Team der Rockies berufen. In seiner ersten Saison in den Majors spielte er 72 Spiele und hatte einen Batting Average von .300 bei 8 Home Runs und 53 RBIs. Mit 11 Triples lag er auf Platz zwei der National League hinter Jimmy Rollins. Im darauffolgenden Jahr spielte er seine erste volle Saison auf der Position des Shortstops. 2003 musste er zunächst eine Verletzung auskurieren und kam erst im Juni zum Team zurück, wo er nun auch auf der zweiten Base und im Outfield eingesetzt wurde. Nach der Saison transferierten ihn die Rockies zu den Chicago White Sox.

### Chicago White Sox
In seiner ersten Saison bei den White Sox zeigte er deutlich bessere Leistungen als zuletzt bei den Rockies. Lag sein Schlagdurchschnitt 2003 noch bei .253, schlug er in Chicago .283 bei 23 Home Runs und 74 RBIs. Am Ende der Saison 2004 verlängerte er seinen Vertrag für drei Jahre (mit einer Option für ein weiteres Jahr) für 9,75 Mio. US-Dollar. 2005 spielte er wieder ausschließlich als Shortstop und konnte mit den White Sox die World Series gewinnen. In der Saison 2006 fiel sein Batting Average auf .235 und seine On-Base Percentage auf .257. Dennoch schlug er 21 Home Runs und 71 RBIs in 132 Spielen. Trotz ähnlicher Leistungen in der Saison 2007 verlängerten die White Sox den Vertrag mit Uribe um ein weiteres Jahr für 4,5 Mio. US-Dollar. In der Saison 2008 verlor Uribe zunächst seinen Platz in der Startaufstellung, nachdem die White Sox Alexei Ramírez unter Vertrag genommen hatten. Später spielte er infolge einer Verletzung von Joe Crede auf der zweiten Base. Zum Ende der Saison wurde er Free Agent.

### San Francisco Giants
Im Januar 2009 unterschrieb Uribe einen für die Minor Leagues geltenden Vertrag bei den San Francisco Giants, wurde aber zu Beginn der Saison 2009 ins Roster der Giants aufgenommen. Nach einer ordentlichen Saison mit einem Batting Average von .289 bei 16 Home Runs und 55 RBIs verlängerte er seinen Vertrag bei den Giants um ein weiteres Jahr für 3,25 Mio. US-Dollar. Die reguläre Saison 2010 schloss er mit einem Batting Average von .256, 24 Home Runs und 85 RBIs ab. In der Championship Series gegen die Philadelphia Phillies beendete er mit einem Sacrifice Fly Spiel 4 der Serie. In Spiel 6 brachte sein Home Run im achten Inning die Giants in Führung. Sie ließen keine weiteren Runs der Phillies zu und zogen in die World Series ein. In deren Spiel 1 schlug Uribe im sechsten Inning gegen die Texas Rangers einen Home Run, der für drei Runs der Giants sorgte.

### Los Angeles Dodgers
Am 30. November 2010 unterschrieb Uribe einen Drei-Jahres-Vertrag bei den Los Angeles Dodgers für 21 Mio. US-Dollar. Am 27. Mai 2015 wurde er per „Trade“ an die Atlanta Braves abgegeben, gemeinsam mit dem Pitcher Chris Withrow, im Gegenzug wechselten vier Spieler aus Atlanta zu den Dodgers.

## Privatleben
Uribe ist verheiratet und hat drei Kinder: Juan Luis, Juanny, und Janny.